# Klingoni
Klingoni (v klingonštině tlhIngan) jsou fiktivní humanoidní rasa ze seriálu Star Trek. Většina Klingonů je obyvateli Klingonské říše, domovským světem této rasy je planeta Qo'noS. Dožívají se asi 150 až 170 let, pokud nepadnou v boji za čest a slávu. 

## Biologie
Klingoni jsou vysocí a mohutně stavění humanoidi tmavé pleti. Mají tmavé vlasy, které stářím šediví. Jsou velmi domýšliví a přehnaně hrdí, ale hrdost je pro ně to nejdůležitější. Klingonské tělo obsahuje přebytečné orgány pro téměř všechny životní funkce (např. přebytečné žaludky). Tento charakteristický atribut známý jako brak'lul dává klingonskému válečníkovi nadměrnou výhodu v bitvě. Klingoni také mají tři plíce, osmikomorové srdce nebo dvoje játra. V případě poranění jednoho orgánu ho nahradí záložní. Na druhou stranu klingonská medicína není příliš vyvinutá.

## Klingonská říše

Vlajka Klingonské říše

V čele Klingonské říše stojí kancléř. V seriálech a filmech bylo již pět kancléřů: Gorkon, Azetbur, K'mpec, Martok a Gowron. Výkonným orgánem Klingonské říše je však Klingonská vysoká rada. Je vrcholným úřadem Říše od roku 2069, kdy zemřel poslední císař a nepodařilo se najít nového. Klingonský lid byl sjednocen zhruba před 1 500 lety Kahlessem Neporazitelným, který zavraždil utiskovatele Molora.
Její území se nachází v Beta kvadrantu galaxie Mléčné dráhy.

### Historie
Historie celé říše je velmi pohnutá. Technologicky jsou na úrovni Federace. K nejvyspělejší technologii, kterou disponují, patří hlavně ta, která se dá využít v bitvách a honbě za kořistí. Jejich oběťmi se stávají slabě chráněné základny, ale i civilizace. Lodě Říše jsou vybaveny maskovacím zařízením, které je skrývá před senzory ostatních plavidel a výkonné zbraně ničí vše, co jim stojí v cestě. Maskovací komponent získali Klingoni v roce 2268 od Romulanského hvězdného impéria směnou za konstrukční plány svého křižníku typu D7. Tato aliance však neměla dlouhé trvání a po jejím skončení opět naplno vypuklo naprosté a totální nepřátelství mezi oběma druhy, které vyvrcholilo roku 2346 tzv. Khitomerským masakrem. Známé jsou také vztahy s Cardassijskou říší. Byly údajně spíše přátelské, výjimku tvoří konflikt u mlhoviny Betreka, který trval 18 let.

### Zahraniční politika
Kontakty Klingonské říše a Spojené federace planet byly od začátků napjaté až nepřátelské, neboli velmi pohnuté. Poprvé se lidé střetli s jedním Klingonem na Zemi, kde ho pronásledovali geneticky vylepšení Sullibané, ale to bylo ještě v dobách před vytvořením Federace. Od té doby se vztahy jen zhoršovaly. Mír mezi Federací a Říší byl nastolen až po událostech na Ajilonu Prime. Mezi oběma mocnostmi také existovala dlouhodobá studená válka.

## Kultura
Klingoni jsou válečnickou rasou. Již od raného věku cvičí své potomky v boji se zbraněmi a připravují je tak na rituály, které je postupně uvedou do světa dospělých. Používají mnoho druhů sečných a bodných zbraní, z nichž nejznámější je bat'leth. Klingoni mají ve velké úctě své císaře, z nichž nejznámější je Kahless, ke kterému se váže mnoho legend z dávné historie národa.

## Výskyt ve Star Treku
Klingoni byli poprvé ve Star Treku spatřeni v díle TOS: Věc soucitu. V té době ještě měli nevýrazná čela. To doznalo změny od filmu Star Trek: The Motion Picture, kdy byly zlepšeny techniky maskérů – Klingoni získali výraznější vzhled. Tento fakt byl vysvětlen v seriálu Enterprise, v epizodách Affliction a Divergence: Klingoni se zmocnili genetického materiálu „vylepšených“, lidí, které geneticky upravil doktor Arik Soong, aby vytvořil dokonalejší lidstvo. Vylepšení dokázali porazit i Klingony a ti se rozhodli, že se pokusí vyvinout vlastní vylepšené. Při genetických pokusech s vylepšenými se mezi Klingony rozšířil lidský virus, pro Klingony smrtelný. Podařilo se sice nalézt vakcínu, ale milionům Klingonů zůstal lidský vzhled. Více než jedno století pak trvalo klingonské vědě, než potomkům takto postižených navrátila původní klingonskou podobu.

## Křížení
Klingoni mohou mít potomky s příslušníky jiných humanoidních ras. Ke spojení DNA došlo s lidmi (B'Elanna Torresová – otec byl člověk), ale i s jinými druhy (např. Romulany).